# Пам'ятник Ріхарду Вагнеру (Лейпциг)
Пам'ятник Ріхарду Вагнеру (нім. Richard-Wagner-Denkmal) — відкритий в 2013 році пам'ятник на честь композитора Ріхарда Вагнера в німецькому місті Лейпциг в федеральній землі Саксонія.
Задуманий ще до сторіччя з дня народження Вагнера в 1913 році, пам'ятник був реалізований, однак, лише сто років по тому скульптором Стефаном Балкенхолом (нім. Stephan Balkenhol, нар. 1957); при цьому був використаний постамент незавершеного монумента за проектом Макса Клінгера.

## Опис
Пам'ятник розташований на Рінгу Гьорделера (нім. Goerdelerring) — північно-західній стороні кільцевої вулиці Рінгштрассе в оточуючому внутрішне місто парку-променаді і встановлений на високому прикрашеному барельєфами мармуровому постаменті посеред широких сходів. На передній стороні постаменту — оголені постаті дочок Рейну з «Кільця Нібелунга», які разом з тим символізують музику, поезію і акторське мистецтво; зліва — Зігфрід, коваль Мімі і переможений дракон Фафнір; праворуч — Парсіфаль з однойменної опери і Кундри. На постаменті височить 1,8 метрова бронзова розфарбована статуя молодого Ріхарда Вагнера — вказівка на Лейпциг як місце народження і навчання композитора. На задньому плані композиції виділяється 4-метрова чорна бронзова плита, так схематично у вигляді величезної тіні, що відкидається від статуї, зображено Вагнера в зрілому віці. Це не лише натяк на велику популярность музики Вагнера і на його неоднозначну репутацію, але і цитує нереалізовану скульптуру Макса Клінгера.

## Історія

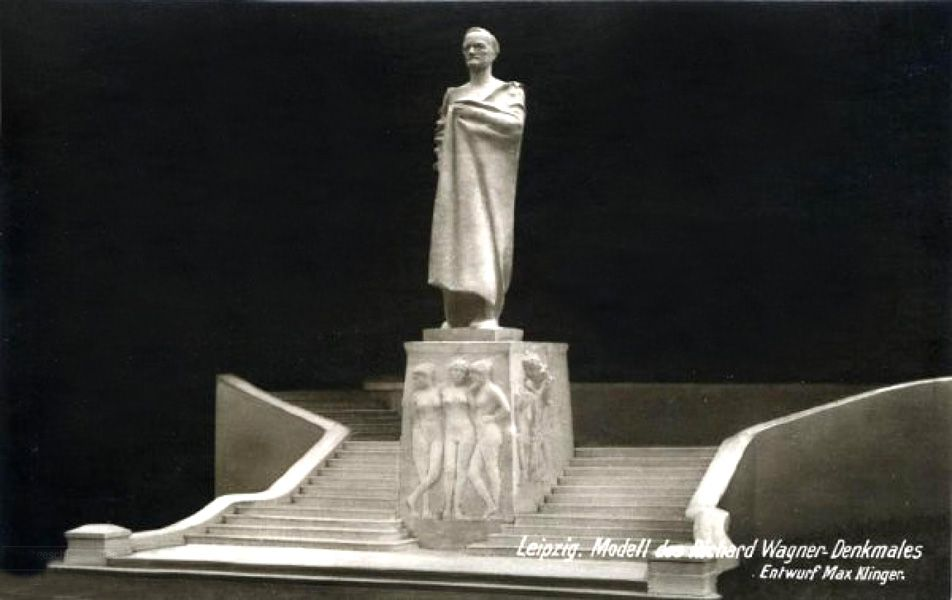
Початковий проект пам'ятника Вагнеру на листівці 1913 року

Ідея спорудження пам'ятника Ріхарду Вагнеру в Лейпцизі виникла ще в 1883 році, коли кілька місяців після смерті композитора в місті сформувався пам'ятний комітет, який почав збирати пожертви і обговорювати можливе місце встановлення монумента. Після кількох відкинутих архітектурних пропозицій, в 1903 році комітет під керівництвом тодішнього бургомістра Бруно Трендліні (1835—1908) звернувся із закликом до населення міста внести свою лепту в фінансування пам'ятника і, крім того, зміг забезпечити участь у проекті відомого міського художника і скульптора Макса Клінгера. Відповідно до початкового задуму, 4-метрова біломармурова фігура Вагнера, закутану в чорний спадаючий важкими складками плащ на зразок римської тоги, повинна була стояти на площі біля Старого театру.

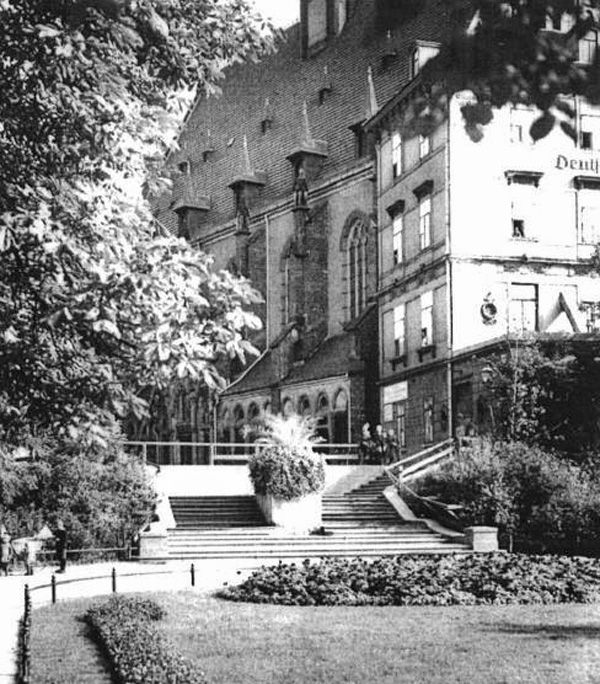
«Сходи Клінгера» в 1913 році

Незважаючи на активні підготовчі роботи, в 1911 році Клінгер представив новому бургомістру Рудольфу Діттріху (1855—1929) перероблений план: фігура Вагнера висотою 5,3 метра, встановлена на масивний прикрашений рельєфами мармуровий блок, повинна була б зайняти центральне місце на сходах, що з'єднували площі (нім. Fleischerplatz) на Рінгштрассе і Matthäikirchhof в історичному центрі міста, продовжуючи традицію встановлення пам'ятників у парку-променаді на Рінгу. На спеціально розширених для майбутнього монумента сходах в 1913 році був, нарешті, урочисто освячений заставний камінь пам'ятника. Остаточна реалізація, однак, змусила себе чекати. Хоча в південному Тіролі на замовлення Клінгера вже почалася вирубка мармурових блоків, початок Першої світової війни, що призвів до фінансових труднощів і смерть Макса Клінгера в 1920 році призвели до практично повної зупинки проекту.
У 1924 році в Лейпциг все ж був доставлений постамент запланованого пам'ятника, який — після його переробки Йоганом Хартманом (нім. Johannes Hartmann, 1869—1952) — був встановлений в південній частині парку Пальменгартен в так званому «Гаю Клінгера» (нім. Klingerhain), де він залишався протягом наступних 80 років.

### Національний пам'ятник Вагнеру
Напередодні чергової ювілейної дати — сторіччя з дня народження і п'ятдесятиріччя від дня смерті Вагнера — було вирішено звести новий пам'ятник на новому місці, що отримав незабаром статус «національного монумента», і виконання якого було доручено Емілю Хіппі (нім. Emil Hipp, 1893—1965) . 6 березня 1934 року відбулася церемонія закладки, в якій крім бургоміста Гьорделера взяв участь і Адольф Гітлер. Десятиліття потому монументальні мармурові фігури і рельєфи були готові, проте в умовах воєнного часу вони більш не могли бути переправлені в Лейпциг. Після закінчення війни уряд міста через ідеологічної «навантаженості» пам'ятника відмовилося прийняти і встановити його, хоча робота Еміля Хіппа була вже оплачена. Про грандіозні плани 1930-х років сьогодні нагадує великий регулярний сад «Роща Ріхарда Вагнера» (нім. Richard-Wagner-Hain) з пергола і фонтаном поблизу від Спортивного форуму по обох берегах (нім. Elsterstaubecken).

### Погруддя Вагнера
До сторіччя від дня смерті Ріхарда Вагнера в 1983 році в рамках «Днів Ріхарда Вагнера в НДР» в парку за будівлею Оперного театру був поставлений бюст композитора, виконаний за ескізами Макса Клінгера — єдиний своєчасно виконаний пам'ятник Вагнеру в Лейпцизі.

### Новий пам'ятник на старому місці
У 2005 році лейпцизькі шанувальники творчості Вагнера висловилися за завершення першого пам'ятника на Рінгу, утворивши ініціативу (нім. Wagner-Denkmal-Verein e. V.), в роботі якого взяли активну участь і Товариство Макса Клінгера. На оголошений архітектурний конкурс було подано дев'ять заявок, а перемогу в ньому в 2011 році здобув проект Стефана Балкенхола. Балкенхол визначив свою ідею як парафраз першого пам'ятника Клінгера, хоча запропонована сучасна манера виконання викликала в Лейпцизі запеклу дискусію про цінності і межі сучасного мистецтва.
Тим часом, в 2010 році були відновлені знесені в 1970-х роках сходи, в які, як і передбачалося в початковому проекті 1911, був вбудований відреставрований і переміщений з Клінгерхайна постамент першого пам'ятника. Нарешті, 22 травня 2013 року до двохсотрічного ювілею з дня народження Вагнера пам'ятник композитору був урочисто відкритий.